# Małgorzata Kanieska
Małgorzata Kanieska (ur. 26 grudnia 1988) – polska sędzia snookerowa z Warszawy.

## Życiorys
Kanieska urodziła się w 1988 roku, a ze snookerem zapoznała się w latach 2000. dzięki transmisjom telewizyjnym Eurosportu. Zainteresowana zasadami gry, postanowiła zapisać się na kurs sędziowski. Regularnie pełni funkcję sędziego meczów snookera. W 2010 roku po raz pierwszy sędziowała mecz zawodowy podczas Prague Classic, a rok później, podczas Warsaw Classic, po raz pierwszy sędziowała mecz transmitowany w telewizji. Jednocześnie ukończyła studia inżynierskie na Politechnice Warszawskiej, na kierunku lotnictwo i kosmonautyka. W kolejnych latach World Snooker regularnie nominował ją do rozgrywek zawodowych, szczególnie w Players Tour Championship oraz w rundach kwalifikacyjnych turniejów rankingowych, w tym eliminacji do mistrzostw świata. Sporadycznie brała udział w meczach wyższych rund, w tym w finale Gdynia Open 2015, Gibraltar Open 2019 i Tour Championship 2023. Czterokrotnie sędziowała mecze, w których osiągnięto oficjalnie uznany maksymalny break. W 2025 roku po raz pierwszy sędziowała mecze finałowej rundy Mistrzostw Świata w Snookerze w Crucible Theatre.